# Simulium magnum
Simulium magnum är en tvåvingeart som beskrevs av Lane och Porto 1940. Simulium magnum ingår i släktet Simulium och familjen knott. Inga underarter finns listade i Catalogue of Life.